# 科尔沁蒙古语
科尔沁蒙古语是蒙古语的一种变体，分布在内蒙古东部的科爾沁蒙古族後裔之中，北部、东北部和东部位於兴安盟，南部位於通辽市。:565截至2000年有约208万科尔沁蒙古族，:317所以科尔沁话的使用人数可能超过百万，是使用人数最多的内蒙古方言。

## 音系

### 辅音
|      |      | 唇音 | 舌冠音 | 硬颚音 | 软腭音 |
| ---- | ---- | ---- | ------ | ------ | ------ |
| 鼻音 | 鼻音 | m    | n      |        | ŋ      |
| 塞音 | 清音 | p    | t      | t͡ʃ     | k      |
| 塞音 | 送气 | pʰ   | tʰ     |        | kʰ     |
| 擦音 | 擦音 |      | s      | ʃ      | x      |
| 近音 | 近音 | w    | l      | j      |        |
| 颤音 | 颤音 |      | r      |        |        |

古代的/t͡ʃʰ/演化为现代的/ʃ/，在部分变体中/s/被替换为/tʰ/。:327随后*u (<*ʊ<*u)在*p前退行同化为/ɑ/，如*putaha(书面蒙古语budaγ-a) > pata“米”。:92然而更少的只与几个词有关的系统变化更值得注意，如*t͡ʃʰital“可能性”>科尔沁蒙古语/xɛtl/。:79最后一个例子也能说明科尔沁蒙古语允许辅音音节核/l/和/n/(如[ɔln]“许多”)。:109-110

### 元音
/ɑ/, /ɑː/, /ɛ/, /ɛː/, /ʊ/, /ʊː/, /u/, /uː/, /y/, /yː/, /i/, /iː/, /ɔ/, /ɔː/, /œ/, /œː/, /ə/,/əː/, /ɚ/:1,80
庞大的元音系统经由辅音的去颚化产生音素意义上的同位异形元音，如/œ/和/ɛ/。另一方面，*ö缺失，如原始蒙古语*ɵŋke>卡尔梅克卫拉特语/ɵŋ/、喀尔喀方言/oŋk/“色彩”，:135,171但科尔沁/uŋ/，可以看出和/u/合流。:15/y/在部分方言的本土词中缺乏，/ɚ/只出现在汉语借词中，:28-29而这些已经构成了科尔沁词汇的大部分，音位学上已经不可能假设借词的音位是单独的了。这也表现为不同于察哈尔蒙古语和喀尔喀蒙古语的元音和谐系统：/u/可能出现在非词首音节，不考虑元音和谐，/ɛ/也一样(如/ɑtu/“马（复数）”和/untʰɛ/“贵”；:89,91喀尔喀方言则是/ɑtʊ/“马（复数）”和/untʰe/“贵”)。另一方面，/u/出现在第一个音节时仍决定一个词是否有前元音，也即没有/ɛ/和/i/。:328-329在一些次方言中，/ɛ/和/œ/来自颚化的/a/和/ɔ/，元音和谐种类依声学特征而变化，加入了前元音和谐系统，对应长音亦是。如*mori-bar“骑马去”>科尔沁[mœːrœr]，对比扎赉特旗次方言[mœːrər]。:93

## 形态
科尔沁蒙古语用古共格/-lɛ/划分发生在一定时间内的动作。相似功能由受限于过去时环境的后缀/-ɑri/实现。:149不同于其他蒙古语变体，科尔沁蒙古语中的汉语动词可以被直接借来；其它变体借汉语动词为蒙古语名词并随后派生为动词。比较新近借入的/t͡ʃɑŋlu-/“要钱”< zhāngluo (张罗)和较早借入的/t͡ʃəːl-/“借”<“借”:529,531-532，后者出现在所有蒙古语变体中，且包含派生后缀/-l-/。

### 引用
1. ↑  Sečenbaγatur et al. 2005: 565
2. 1 2 3  Sečenbaγatur et al. 2005
3. ↑  Bayančoγtu 2002: Todurqayilalta.
4. ↑  Qai yan 2005
5. 1 2 3 4 5 6 7  Bayančoγtu 2002
6. ↑  Bayančoγtu 2002.
7. ↑  Svantesson et al. 2005
8. ↑  Bayančoγtu 2002: 93

### 文献
- Bayančoγtu (2002): Qorčin aman ayalγun-u sudulul. Kökeqota: Öbür mongγul-un yeke surγaγuli-yin keblel-ün qoriy-a.
- Qai yan (2003): Qorčin aman ayalγu ba aru qorčin aman ayalγun-u abiyan-u ǰarim neyitelig ončaliγ. In: Öbür mongγul-un ündüsüten-ü yeke surγaγuli 2005/3: 91-94.
- Sečenbaγatur et al. (2005): Mongγul kelen-ü nutuγ-un ayalγun-u sinǰilel-ün uduridqal. Kökeqota: Öbür mongγul-un arad-un keblel-ün qoriy-a.
- Svantesson, Jan-Olof, Anna Tsendina, Anastasia Karlsson, Vivan Franzén (2005): The Phonology of Mongolian. New York: Oxford University Press.